# Microdiores violaceus
Espèce
Microdiores violaceus est une espèce d'araignées aranéomorphes de la famille des Zodariidae.

## Distribution
Cette espèce est endémique du Burundi. Elle se rencontre dans le parc national de la Kibira entre 2 100 et 2 650 m d'altitude sur le mont Musumba.

## Description
Le mâle holotype mesure 1,80 mm et la femelle paratype 2,36 mm.

## Publication originale
- Nzigidahera & Jocqué, 2010 : On new species of Microdiores (Araneae, Zodariidae) from central and east Africa. ZooKeys, vol. 48, p. 11-19 (texte intégral).